# 国鉄DD16形ディーゼル機関車
DD16形ディーゼル機関車（DD16がたディーゼルきかんしゃ）は、1972年（昭和47年）3月に登場した日本国有鉄道（国鉄）の小型液体式ディーゼル機関車である。

## 概要
ローカル線（簡易線）機関車の無煙化を目的として、1972年（昭和47年）3月から1974年（昭和49年）12月にかけて国鉄長野工場（現・長野総合車両センター）・日本車輌製造・川崎重工業大阪車両部（旧・汽車製造大阪製作所）で65両が製造された。
当時、国鉄はディーゼル機関車による無煙化を進めていた。しかし、軌道構造の弱い線区では軸重が12 tに制限されているので、DD13形やDE10形は入線できないか、たとえ入線できても大幅な速度制限を受けたため、蒸気機関車のC12形やC56形が依然として運用される結果になった。そこで、これらの線区に残存した蒸気機関車の置き換え用として開発されたのが本形式である。
搭載されている機器はDD51形、DD13形、DE10形等と同一のものか、もしくは使用されているものを多少改造して搭載した。これは、既存の使用実績のある機器を採用することによって製造費の低減や部品共通化、保守共通化による保守費の抑制を目論むとともに、現場への導入をしやすくしたものである。

## 構造

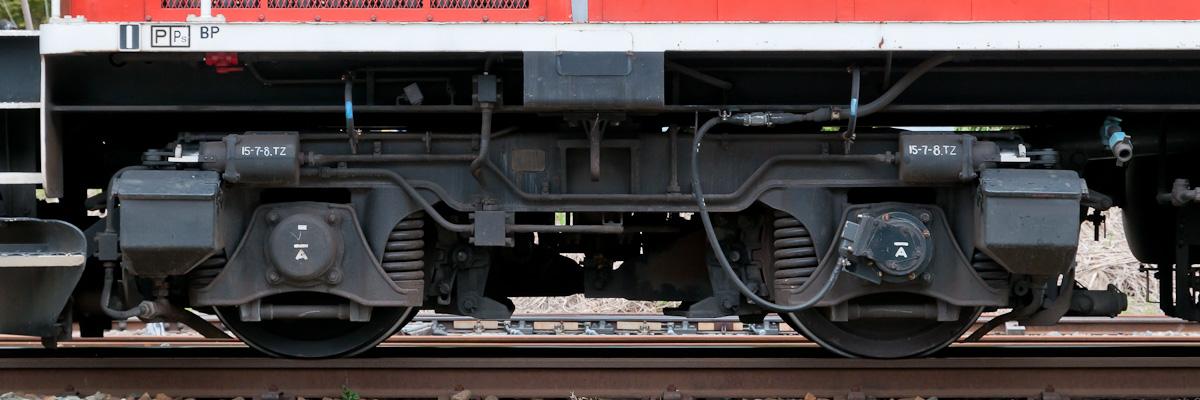
DT113H形台車

車体はDE10形をさらに短くした凸型の外観をしている。エンジンを搭載する側のボンネットが長く、運転室が中心からずれたセミセンターキャブのデザインとし、車体や台車等の軽量化によって運転整備重量48 t（軸重12 t）を実現している。
車両の一端に大型のエンジンを載せているが、その反対側に重量物を設置してバランスを取ることができないため、運転室を車端に寄せるとともにその床下に燃料タンクを配置し、短いほうのボンネットの中は機器室として機関予熱器、蓄電池箱、制御器箱などを収めて軸重不均衡への対策としている。
台車はDD13形85号以降で用いられたDT113を軽量化したDT113Hを採用した。エンジンは出力不足の初期不調が相次いだDD51形1-19号機に搭載されていたエンジンを載せ替えて余った狭幅クランク軸受けのDML61S機関の出力を1,000 PSから800 PSに落とした上で再活用、またはDD51形20号機以降と同じインタークーラー付のDML61Z機関の出力を1,100 PSから800 PSに落とした上で搭載している。液体変速機はDD51形と同じDW2Aであるが、使用線区の最高速度等の面から減速比を大きくして搭載した。DW2Aは出力軸を1方向または2方向に出すことが選択可能な設計で、DD51形ではこのうち1軸を使用し1台車を駆動、本形式では2軸を使用し2台車を駆動する。
なお、投入路線の輸送規模や運用形態も勘案して非重連仕様とされ、簡易線の旅客列車は気動車に置き換えられていたことから基本的には旅客列車での使用は考慮せず、列車暖房用蒸気発生装置 (SG) も搭載されていない。空気ブレーキ装置はセルフラップ式でDE10形とほとんど同じであるが、非重連形であるので、重連用の機器を取り外して使用している。2基ある運転席はDE10形をモデルとした左側マスコンハンドル、右側ブレーキハンドルの操作系であるが、ローカル線での長時間運行も考慮して、操作卓左側が途中から45度手前に折れ曲がった準L字形の本線入換折衷型ともいえる運転台を採用し、乗務員が前方を向きやすいような配慮がなされている。

## 番台区分

### 0番台

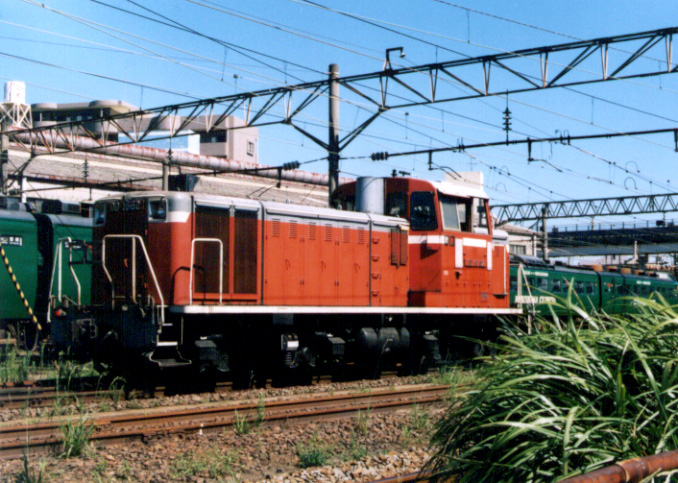
鹿児島運転所の62号機（1998年）

1971年から1974年にかけて65両が製造された。製造は7次にわたり、その都度各部にモデルチェンジが行われている。日本全国に配置されたため、DD51形やDE10形同様に寒地向け・暖地向けで仕様に相違点がある。
1号機と2号機は国鉄長野工場で製造されたが、国鉄工場で機関車が製造されるのは実に30年ぶりで戦後初、ディーゼル機関車としては初めてのことであった。運転整備重量は50 t（軸重12.5 t）である。昭和46年度第3次債務車の11号機以降は、設計変更により運転整備重量が48 t（軸重12 t）で落成した。昭和48年度第1次債務車の25号機以降は、車両番号表記が切り抜き文字からナンバープレートに変更された。

### 300番台

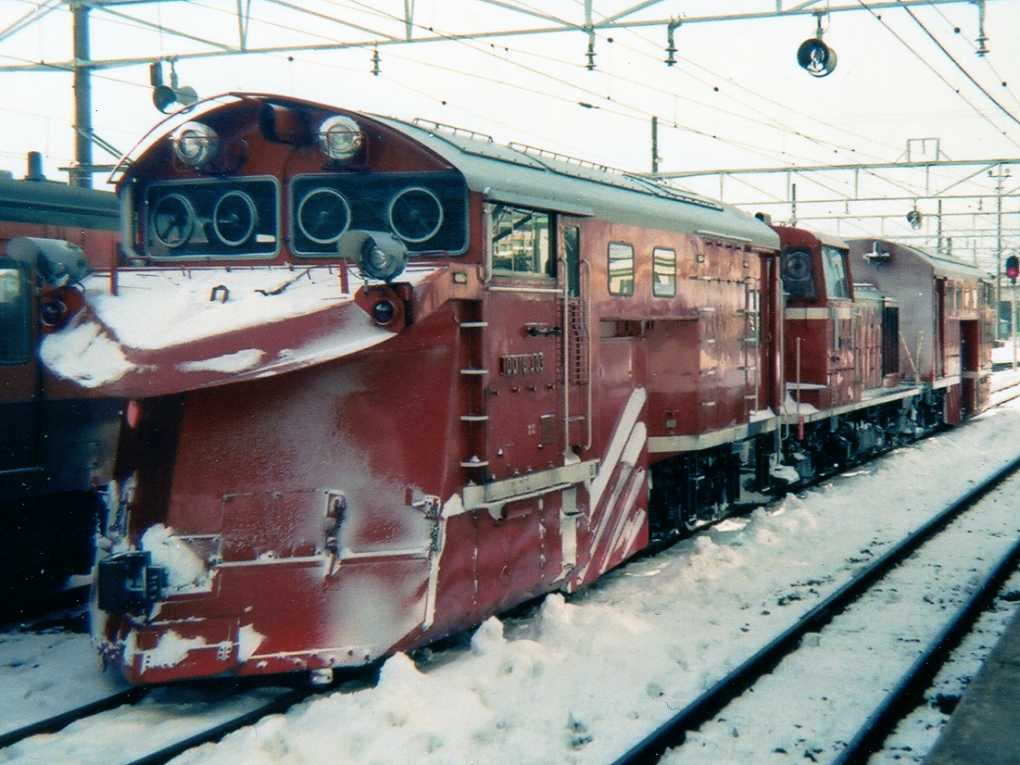
大糸線で運用される303号機（1991年）

1979年から1983年にかけて、飯山線および大糸線用として、2・5・4・13号の4両が両端に脱着式の単線用ラッセル式除雪ヘッドを取り付け可能なタイプに改造され、それぞれ301 - 304号として300番台に区分された。ラッセルヘッドは、DD15形のようにラッセル装置を機関車本体に取り付けると軸重が過大となり、またDE15形の着脱式ラッセルヘッドも軸重が13 tと簡易線乗り入れ規格を上回っていたため、ラッセル車キ100形を近代化させたような新設計のボギー式ラッセルヘッド車両を別途製作し、これを機関車本体の前後に連結する方式を採用した。これにより、全長は約36 mにも達する。なお、300番台への改造に際し、ラッセルヘッドから機関車本体を遠隔制御するための改造もあわせて行われ、車端部に制御回路を引き通すジャンパ栓が増設された。
最後まで稼働していたのは、富山地域鉄道部富山運転センター所属の304号機（糸魚川運転センター常駐）であった。304号機は単線仕様であり、大糸線糸魚川駅 - 南小谷駅間の除雪を担当していた。304号機は2015年をもって廃車となり、同年8月に津山まなびの鉄道館に収蔵された。

## 運用
投入時はC12形・C11形やC56形を置き換えて地方ローカル線の無煙化に貢献したが、1970年代後半から国鉄ではローカル線の貨物輸送廃止を推し進めたため、次第に使用線区も減少していった。そして1982年11月15日国鉄ダイヤ改正以降から、本形式しか入線できない簡易線規格のローカル線の廃線・第三セクター化が進められ、用途を失ってしまった。また、入換などについても軽軸重仕様が仇となって、専用機関車と比較すると空転しやすい（重量のある貨物列車を引っ張るので入れ替えでは軸重の重いほうが有利になる）上に、操車場自体の縮小および廃止が進められたため、他のディーゼル機関車と同様に大半の車両が国鉄分割民営化で新会社に継承されることなく廃車となった。
JRへの承継は北海道旅客鉄道（JR北海道）1両、東日本旅客鉄道（JR東日本）4両、西日本旅客鉄道（JR西日本）3両、九州旅客鉄道（JR九州）2両の10両のみに留まったが、300番台は用途の特殊性から4両全車が継承された。
2021年10月現在、車籍のある車両はJR東日本長野総合車両センター所属の11号機のみとなった。工事列車や臨時列車の牽引に使用されていた。2019年10月5日 - 10月6日には臨時列車「飯山線開通90周年号」の牽引を行った。2021年10月23日には、飯山線豊野～飯山間が10月20日に開業100周年を迎えることを記念し、飯山駅の材料線で有料撮影会が行われた。その後、老朽化や運用の減少により解体する方針であると公表し、2021年12月27日付で廃車となった。これにより、当形式はJRでは廃形式となった。

## 同型機

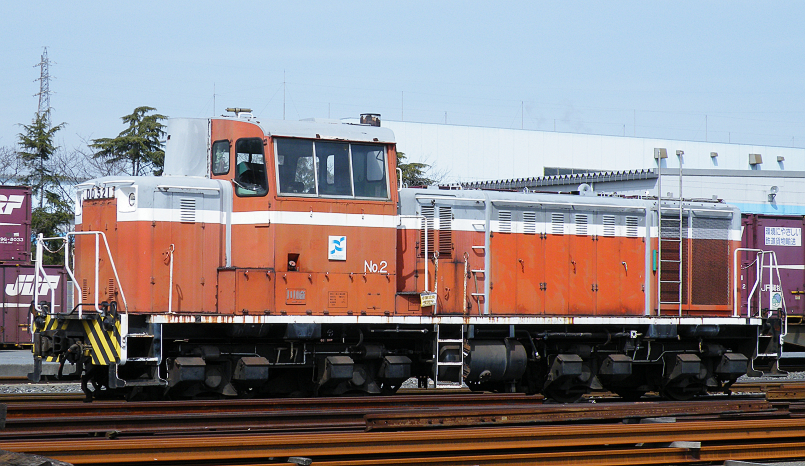
日本製紙岩国工場DD521（2009年3月）

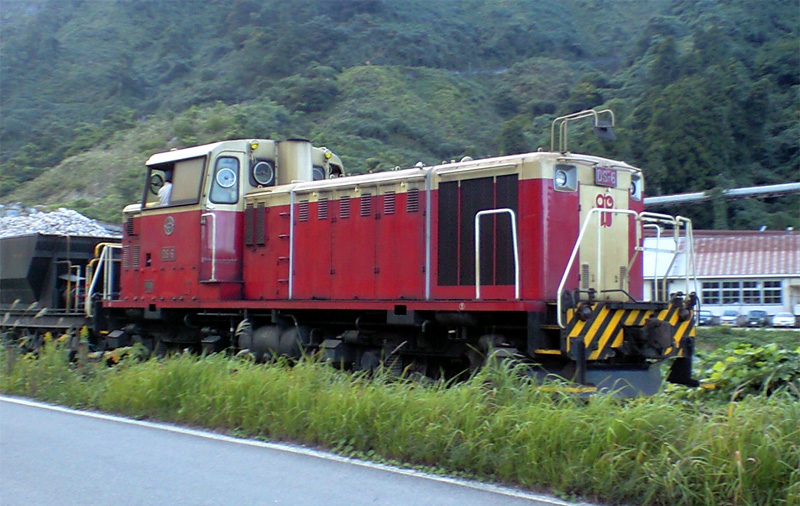
電気化学工業DS-6（2008年10月）

入換用として、DD16形の同型機を使用している工場や専用線が存在する。
- DD521

日本製紙岩国工場専用線にて入換運用に充当されている。1976年川崎重工業製（製造番号4011）。車体はDD16形に酷似しているが、運転整備重量は52 t（軸重13 t）で運転台も3位側にしか設置されていないなど一部仕様に相違点がある。ラサ工業宮古工場にてDD5201として使用後、高崎運輸（熊谷・倉賀野）を経て、1999年より現在の所属となった。
- DS-6

電気化学工業青海工場専用鉄道にて原料や製品の運搬に充当されている。国鉄DD16形の最終増備車落成から約6年後の1980年に川崎重工業で製作された（製造番号4082）55 t機。側面の放熱器カバーはDD16形の初期の車両と同様の形態である。また、冷房装置が運転室に設置され、1 - 3位側（機関士が着席する側）の側窓のみ3連窓が2連窓化されているほか、1990年代後半以降に後位側の排気筒が撤去されている。同工場製品のセメントや化学品を北陸本線青海駅まで運搬する運用と、原料の石灰石を鉱山から工場まで運搬する運用があり、2008年3月の定期貨物列車運行終了後は主に後者に充当されていた。2018年4月に同工場での運用を終え、横浜港へ陸送の後、タイへ輸出された。

## 入換動車・譲渡車
本形式は廃車後、他の鉄道事業者へ譲渡および無車籍の入換動車となった車両もある。

### 入換動車

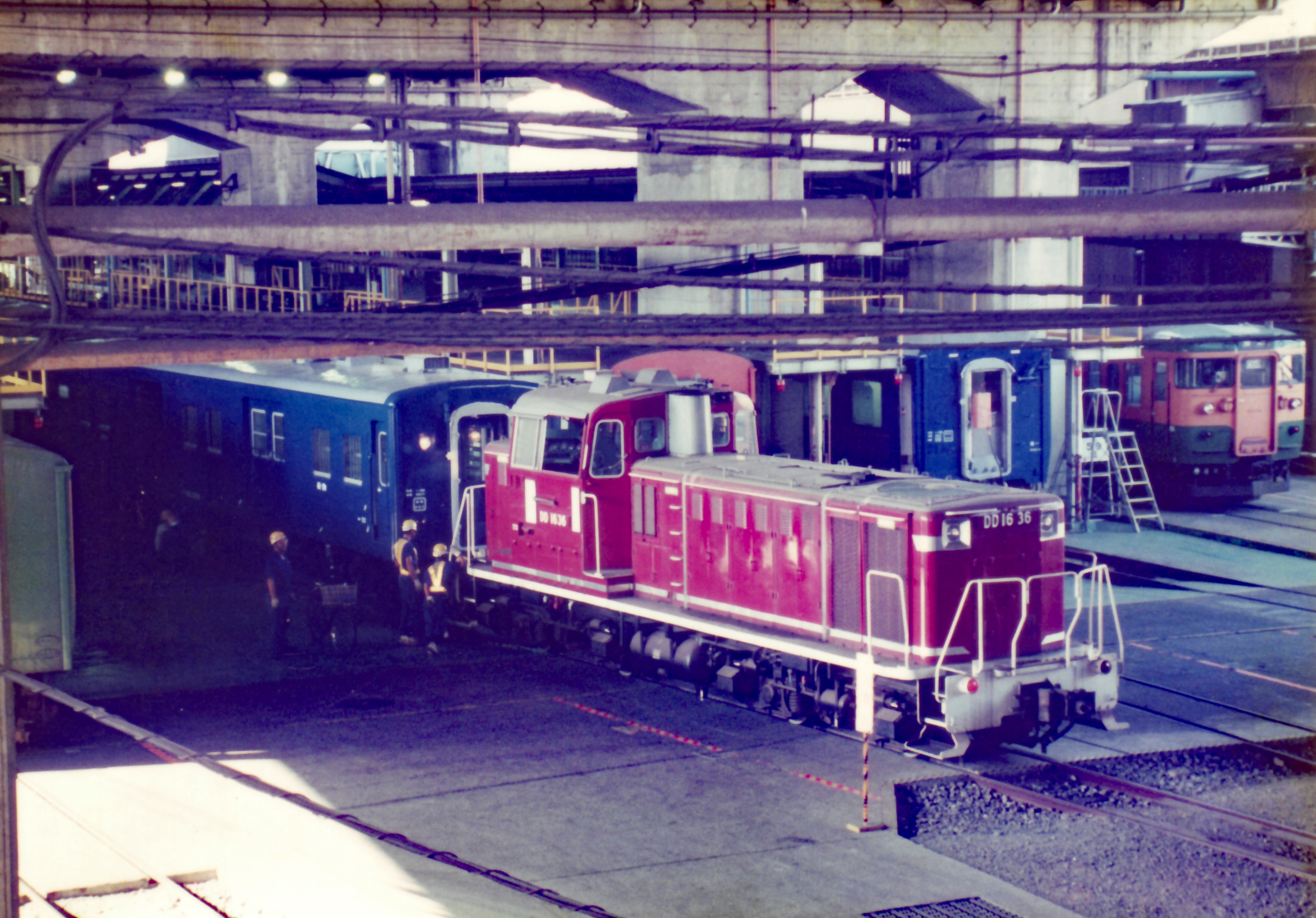
大宮総合車両センターで使われていた36号機（1994年8月）

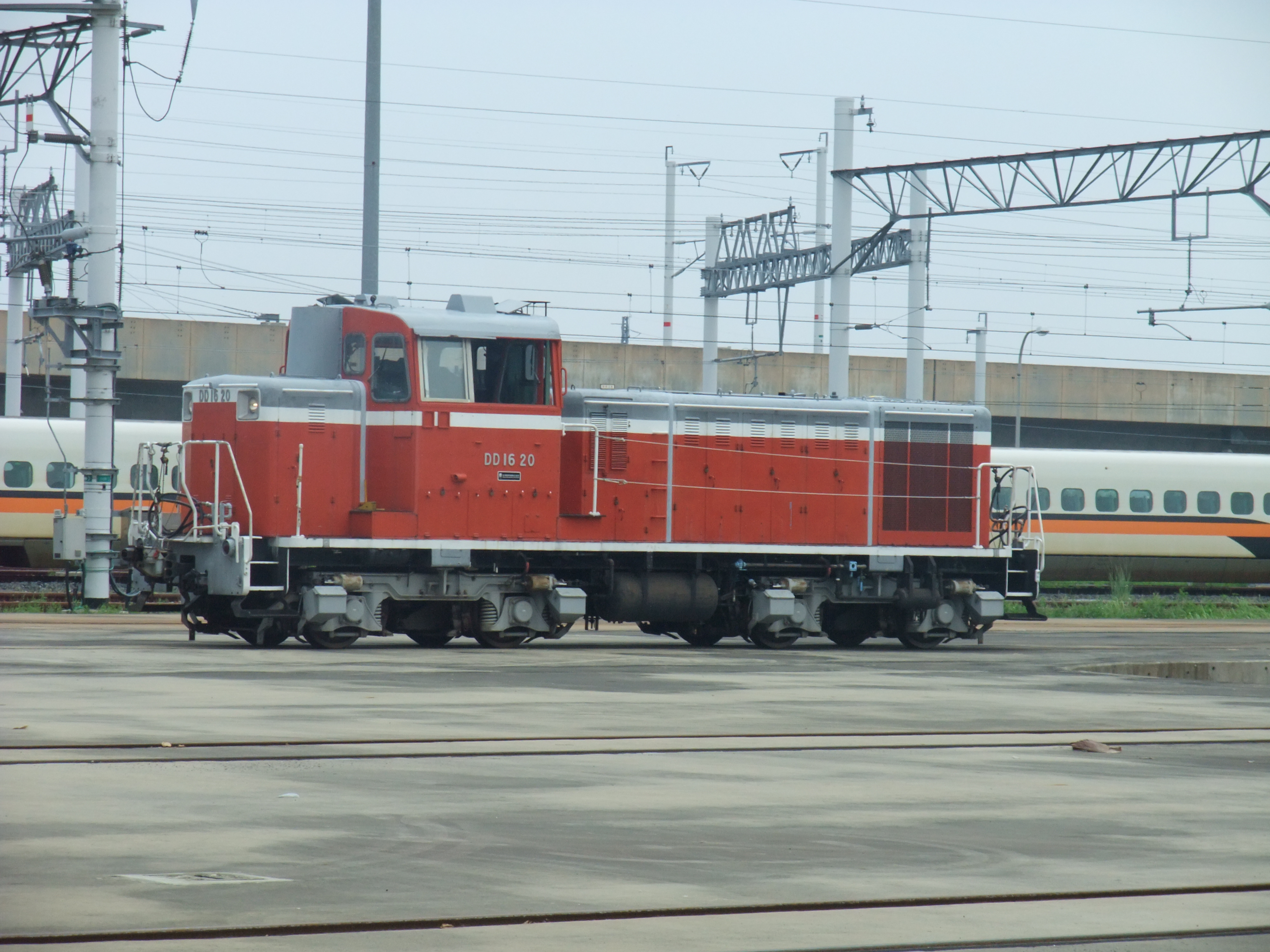
DD16 20
（台湾高速鉄道燕巣総合車両工場）

JR九州小倉総合車両センターで43号機が工場内の入換動車として使用されていたが、2018年に解体された。過去には42号機も使用されていたが、こちらはDE10形に置き換えられて解体された。
JR東日本大宮総合車両センターでは、20号機と36号機が工場内の入換動車として使用されていたが、20号機は後述のように台湾高速鉄道へ譲渡され、36号機ものちに解体された。2両とも度々塗色が変更されており、一時期は「北斗星」色や「夢空間」色が採用された実績がある。
日本国外では、建設が進められていた台湾高速鉄道の工事および燕巣総合車両工場での入換用として、上記の大宮総合車両センターで使用されていた20号機が車両番号を変更されることなく譲渡され使用されている。軌間は標準軌に改軌され、車両牽引のため中間連結器を常時装備している。塗装は国鉄色に変更されているが、DE10と同様にボンネット側面に白帯が回っている。

### 八戸臨海鉄道
2009年にJR東日本長野総合車両センターに所属していた303号機が譲渡された。車号も変更されることなく、2021年7月まで貨物列車牽引に使用され、2022年6月19日のラストランをもって引退した。今後は機関車運転体験会などで使用される予定となっている。

### 鉄道総合技術研究所
国立研究所内で実験・試験を実施する際の車両移動用入換機として7号機が使用されていた。修復された状態に整備されており、毎年10月に地元と共同で開催される「平兵衛まつり」で公開されることもあった。

### 若桜鉄道
2012年に、鉄道総合技術研究所から若桜鉄道に譲渡され、陸送により若桜駅構内に搬入された。同所に保存されている蒸気機関車C12 167とともに、地域振興の目玉として位置付けられている。走行可能な状態に整備されており、イベント時や運転体験開催時に駅構内を走行することがある。当車にはDML61Z機関とインタークーラーが搭載されている写真がある。

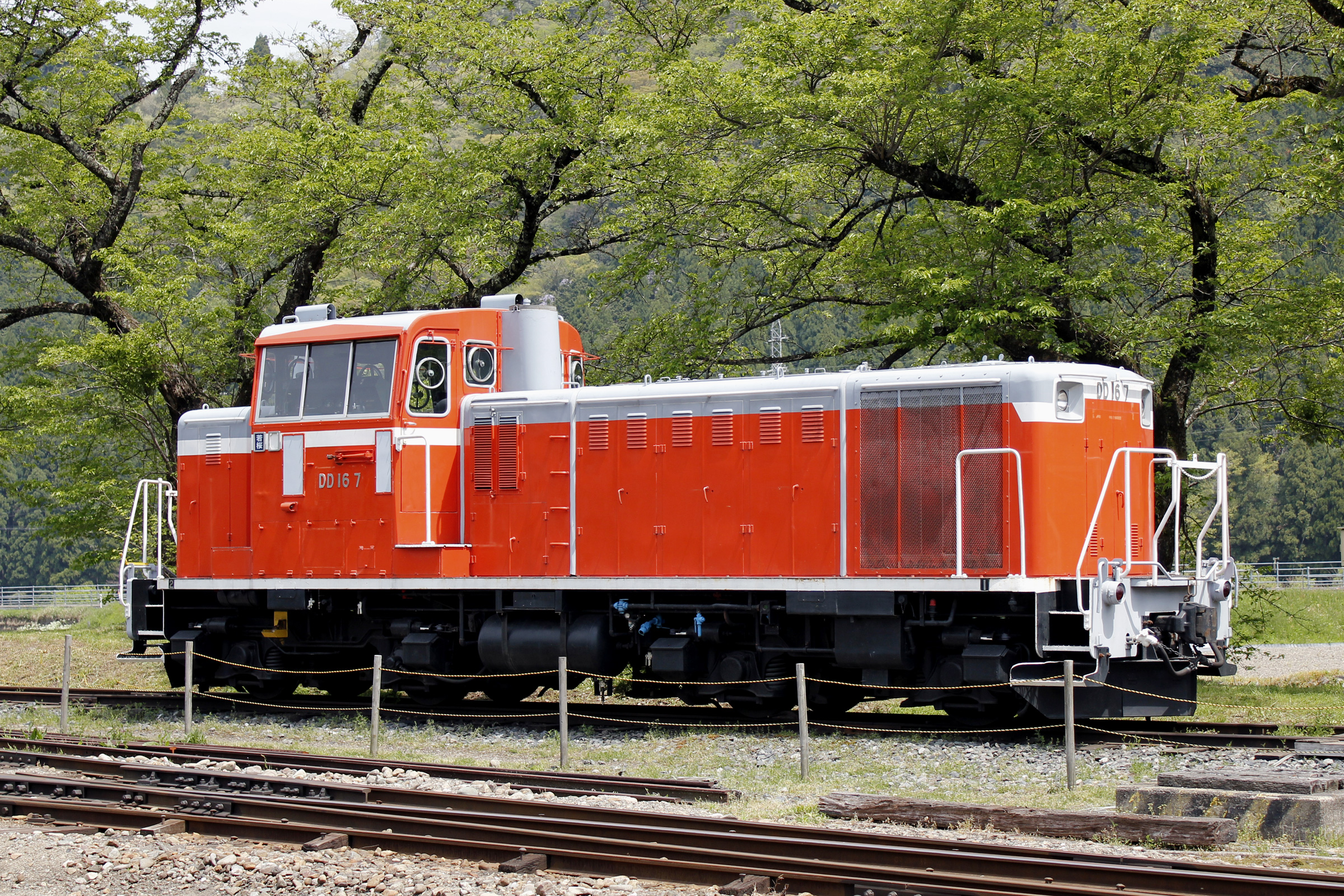
DD16 7 （若桜駅構内）
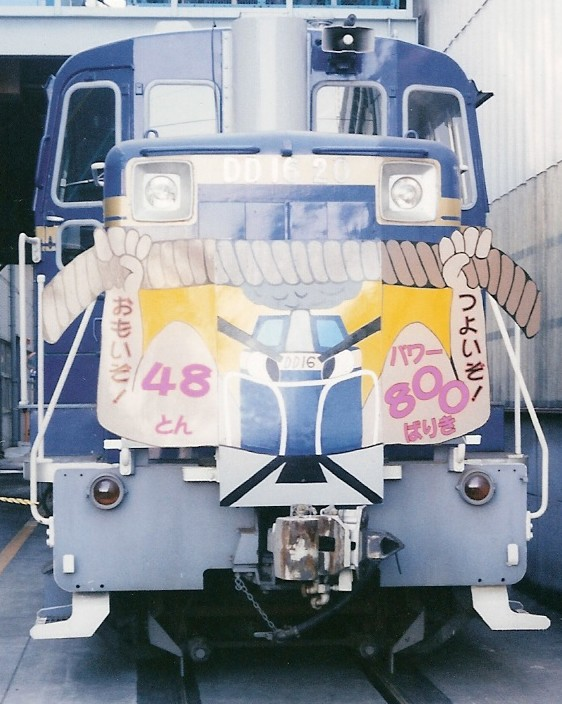
DD16 20（「北斗星」色）
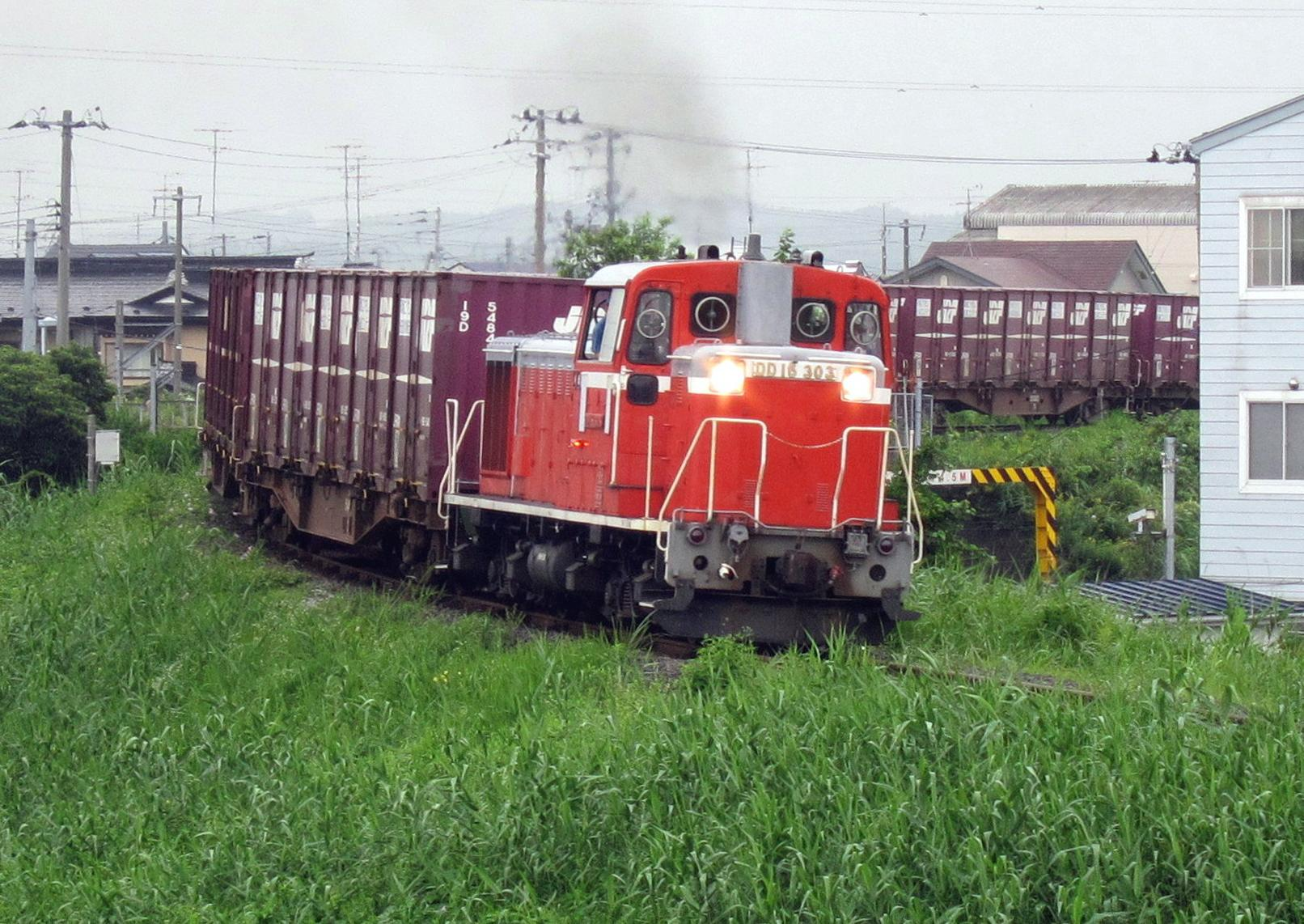
DD16 303

## 保存車
| 画像 | 番号              | 所在地                                                             | 備考                                                                                           |
| ---- | ----------------- | ------------------------------------------------------------------ | ---------------------------------------------------------------------------------------------- |
|      | DD16 15           | 北海道三笠市幌内町2丁目287 三笠鉄道記念館                          |                                                                                                |
|      | DD16 17           | 北海道小樽市手宮1丁目3-6 小樽市総合博物館（鉄道・科学・歴史館）    |                                                                                                |
|      | DD16 31           | 青森県青森市柳川1丁目112-15地先 青函連絡船メモリアルシップ八甲田丸 |                                                                                                |
|      | DD16 302 (DD16 5) | 長野県長野市西和田二丁目 長野総合車両センター ※非公開              | ナンバーを外され留置されている 2019年に解体済み 。                                             |
|      | DD16 304          | 岡山県津山市大谷 津山まなびの鉄道館                                | JR西日本に承継され2015年まで使用された。片側のラッセルヘッドを取り付けた状態で保存されている。 |
|      | DD16 64           | 福岡県直方市大字頓野550-1 汽車倶楽部 ※非公開                       | JR九州に承継された2両のうちの1両で、2002年に廃車後に引き取られ保管されている。                 |